# 陳孟欣
陳孟欣（1999年10月7日—）為臺灣女子籃球運動員，場上位置為控球后卫，現效力於國泰女籃。陳孟欣來自高雄旗津，從七賢國中畢業後進入普門高中，改練控球后卫，高一拿到新人后，高三抱走助攻后頭銜，在高二和高三率領普門二連霸，就讀佛光大學第一年在冠軍賽繳出14分、8籃板、8助攻、6抄截的表現助隊奪冠且獲選冠軍賽MVP，並帶走新人后與助攻后榮耀。陳孟欣在升上大三之際投入WSBL選秀，以狀元身分獲得台電女籃青睞，第16季WSBL以場均6分、4.8籃板、3.6助攻，2.1抄截奪得新人后以及抄截后，第18季WSBL轉戰國泰女籃。

## 外部連結
- 陳孟欣在fiba.basketball（英语）
- 陳孟欣在archive.fiba.com（存檔）（英语）
- 陳孟欣在fiba3x3.com（英语）
- 陳孟欣在Eurobasket.com（球員）（英语）
- 陳孟欣在Flashscore（英语）